# Лейквуд (Вісконсин)
Лейквуд (англ. Lakewood) — місто (англ. town) в США, в окрузі Оконто штату Вісконсин. Населення — 831 особа (2020).

## Демографія
Згідно з переписом 2010 року, у місті мешкало 816 осіб у 398 домогосподарствах у складі 256 родин. Було 1433 помешкання
Расовий склад населення:
| - 97,3 % — білих - 1,6 % — корінних американців - 0,1 % — чорних або афроамериканців - 0,1 % — азіатів |

До двох чи більше рас належало 0,9 %. Частка іспаномовних становила 0,7 % від усіх жителів.
За віковим діапазоном населення розподілялося таким чином: 12,9 % — особи молодші 18 років, 54,9 % — особи у віці 18—64 років, 32,2 % — особи у віці 65 років та старші. Медіана віку мешканця становила 56,8 року. На 100 осіб жіночої статі у місті припадало 103,0 чоловіків;  на 100 жінок у віці від 18 років та старших — 100,8 чоловіків також старших 18 років.
Середній дохід на одне домашнє господарство  становив 60 712 долари США (медіана — 47 578), а середній дохід на одну сім'ю — 68 735 доларів (медіана — 58 000). Медіана доходів становила 43 036 доларів для чоловіків та 28 875 доларів для жінок. За межею бідності перебувало 8,5 % осіб, у тому числі 8,4 % дітей у віці до 18 років та 5,5 % осіб у віці 65 років та старших.
Цивільне працевлаштоване населення становило 310 осіб. Основні галузі зайнятості: виробництво — 19,7 %, будівництво — 16,8 %, мистецтво, розваги та відпочинок — 16,5 %.